# C/2017 K2 PANSTARRS
La cometa C/2017 K2 (PANSTARRS), informalmente K2, è una cometa non periodica con orbita iperbolica.

## Osservazione
Già osservata per la prima volta il 12 maggio 2013 dal Canada–France–Hawaii Telescope (CFHT), nelle Hawaii, la cometa è stata però ufficialmente individuata solo nel maggio 2017 grazie al sistema esplorativo Pan-STARRS, situato presso l'osservatorio di Halaekalā, sempre alla Hawaii. La C/2017 K2 PANSTARRS ha la particolarità di essere stata scoperta oltre 5 anni prima del passaggio al perielio, fatto che costituisce finora un record assoluto.
Recenti osservazioni effettuate con il telescopio spaziale Hubble hanno evidenziato la presenza di una chioma avente un diametro di circa 100000 km attorno al nucleo della cometa, il cui diametro maggiore non dovrebbe superare i 9 km, quando ancora la cometa si trovava oltre l'orbita di Saturno. Ciò fa sì che la C/2017 K2 sia la cometa attiva più lontana dal Sole mai osservata. Guardando alle suddette osservazioni pre-scoperta del 2013 si è poi visto che l'attività della cometa era già iniziata quando ancora essa si trovava ad una distanza di 23,7 ua dal Sole, ossia tra l'orbita di Urano e quella di Nettuno. 
Poiché si stima che la temperatura del nucleo di questa cometa, che proviene dalla nube di Oort e che sta viaggiando verso il Sole probabilmente da milioni di anni, sia oggi non superiore ai 60 - 70 K, la formazione della chioma non può essere dovuta alla sublimazione dell'acqua ghiacciata; per questo si ritiene che l'attività della cometa sia invece dovuta alla sublimazione di sostanze supervolatili quali CO2, CO, O2 e N2, per la cui sublimazione è sufficiente la debolissima radiazione solare che sta raggiungendo la cometa. Oltre a questi elementi, nella chioma della cometa sono presenti anche particelle di polvere del diametro medio di circa 0,1 mm, ancora troppo grandi perché il vento solare che giunge alla cometa possa spingerle indietro creando la caratteristica coda.
Tale presenza di elementi supervolatili sulla superficie del nucleo potrebbe essere indicazione del fatto che l'arrivo della cometa C/2017 K2, che raggiungerà il suo perielio il 21 dicembre 2022 ad una distanza pari a quella dell'orbita di Marte, dalla fredda nube di Oort sia relativamente recente.